# Enok Kristiansen
Lars Enok Mikkel Kristiansen (* 7. Juni 1874 in Illumiut; † 5. Dezember 1966 in Ilulissat) war ein grönländischer Missionar.

## Leben
Enok Kristiansen wurde 1874 am Wohnplatz Illumiut geboren, der später von Ilulissat einverleibt wurde. Seine Eltern waren Jens Christopher Andreas Christiansen (1836–1876) und seine Frau Maren Margrethe Birthe Dalager (1839–1912). Er wuchs in einer Jägerfamilie auf. Am 19. August 1896 heiratete er in Ilulissat Agathe Eva Frederikke Karen Rosbach (1872–1931). Ihr jüngerer Bruder Sechmann Rosbach, der ein Kindheitsfreund von Knud Rasmussen war, war 1909 gemeinsam mit Gustav Olsen als Missionar nach Thule geschickt worden, um die dortigen Inughuit zu missionieren, wie Knud Rasmussen es veranlasst hatte. 1914 zogen auch Enok Kristiansen und seine Frau mit vier Kindern nach Thule, um bei der Mission zu helfen, wobei sie Sechmann Rosbach ablösten. Enok war äußerst beliebt bei der Bevölkerung und neben seiner Rolle als Missionar war er auch als großer Jäger bekannt. Er erhielt den Spitznamen „Jägermissionar“. 1931 starb seine Frau in Siorapaluk, aber Enok blieb bis ins hohe Alter in der Region wohnen. Erst 1962, als er bereits 88 Jahre alt war, kehrte er nach 48 Jahren in seine Heimatstadt zurück, um dort im Altersheim seinen Lebensabend zu verbringen. Er starb Ende 1966 im Alter von 92 Jahren als vermutlich ältester Bewohner des Landes. Er war der Großvater des Politikers K'issúnguaĸ Kristiansen (1930–?) und der Schwiegervater des Expeditionsteilnehmers Qaavigarsuaq Miteq (um 1899–1978). Enoks Sohn Knud verfasste einige Monate nach seinem Tod einen ausführlichen Nachruf in der Atuagagdliutit.